# 西浦勝一
西浦 勝一（にしうら かついち、1951年2月7日 - ）は、高知県高知市出身（長崎県島原市生まれ）の元騎手・元調教師。
自厩舎所属の調教助手であった西浦昌一は長男。

## 来歴

### 騎手時代
島原で生まれるが、後に高知へ移住。高知競馬の調教師であった父・孫一の影響もあって、少年時代を馬の近くで生活していた西浦は当たり前のように騎手を志した。その旨を父に伝えた際に「騎手になるなら地方より中央の方が良い」という勧めで、父が中央を抹消された馬を受け入れたりしていた関係で付き合いがあった阪神・土門健司厩舎を紹介されて弟子入りが決まった。
中学卒業後の1966年に馬事公苑騎手養成長期課程へ入所し、3年間の修業期間を経て、修了後の1969年3月1日に京都第1競走4歳未勝利・フサトロジニー（11頭中11着）でデビュー。4月13日に阪神第5競走5歳以上300万下・ミシマホープで初勝利を挙げたが、この年は18歳から23歳まで26人もの新人騎手が誕生した年で、西浦は88戦して僅か2勝しか挙げられなかった。2年目の1970年も83戦3勝と将来が思いやられるような成績が続いたが、師匠の土門はよほどのことがない限り厩舎の馬には弟子たちを乗せる調教師であったため、成績が上がらない時でも厩舎の馬で経験を積むことができた。研修生として厩舎に来ていた時から、夕食を挟んで夜遅くまで土門の話を聞かされるのが日課となっていた。普段の土門は思いやりがあって優しい父親のような存在であったが、仕事になると厳しい師匠であった。競馬で負けても怒られなかったが、勝った時には呼ばれて2時間3時間と説教されていた。西浦は気が急いで早めに馬を追ってしまうところがあったため、土門は厳しく叱り、仕掛けるタイミングの大切さを繰り返し教え込んだ。
5年目の1973年からは平地競走に専念し、同年にはプリムラクインでタマツバキ記念（春）を制して重賞初勝利を挙げる。当初の10年ほどは目立たない存在であった一方、栗田勝からは「土門さんの西浦いう子は、実に騎座も安定し将来性十分」との評も送られていた。1977年に自厩舎のアイノクレスピンで牝馬クラシック戦線に参戦し、初めて表舞台で注目を浴びる。インターグロリア・リニアクインと共に「最強牝馬世代」の1頭と呼ばれた同馬は桜花賞5着、優駿牝馬は12日前に交通事故による怪我のため騎乗できなかったが、エリザベス女王杯は1番人気に推されて4着と無冠に終わった。1979年にロングエース産駒のテルテンリュウでNHK杯を勝ち、関東のファンにも名前を知られるようになった。
28歳で東京優駿に初めて騎乗し、ゴール100m前まではカツラノハイセイコと競り合うも最後に力尽きて3着となったが、直線で内に斜行して2着のリンドプルバンの進路を妨害、騎乗停止処分を受けてしまう。そのテルテンリュウで1980年には中京で開催された宝塚記念を制覇し、初のビッグタイトルを手にする。レースではスタートこそ出遅れたものの、1周目の直線で後方から好位に取り付き、最後の直線でインを突いて追い込んで勝利した。これを契機に他厩舎からも有力馬への騎乗を依頼されるようになり、1981年にはアグネステスコでエリザベス女王杯を制覇。前走の京都牝馬特別で2着に敗れた反省を踏まえて騎乗し、後に「会心のレースだった」と振り返っている。終始5、6番手を進むと、4コーナーを回ってライバルたちが動き出した中、ギリギリまで仕掛けを遅らせてクビ差の勝負を物にした。この2頭による活躍で関西の中堅実力派としての地位を確立し、1982年には勝ち数を30勝まで伸ばして全国26位まで上昇する。
1983年秋より、土門の長男で弟弟子の土門一美が管理するカツラギエースの主戦騎手を務める。京都新聞杯を勝って臨んだ菊花賞は20着と大敗したが、1984年にはサンケイ大阪杯・京阪杯と重賞2連勝の後、宝塚記念では2番手から抜け出してスズカコバンら強豪を下して3連勝でGl初制覇。秋には始動戦の毎日王冠でミスターシービーを抑えて勝利し、天皇賞（秋）5着を挟み、ミスターシービー・シンボリルドルフの新旧三冠馬対決が話題を独占するジャパンカップに参戦。宝塚記念を制した時には「中距離の王者」と称されていたカツラギエースも14頭中10番人気と人気薄の完全な伏兵であったが、西浦は陣営と相談を重ねて様々な秘策を講じた。長距離でカツラギエースを落ち着かせるために初めてメンコを装着したほか、通常より手綱を30cm長く持ってリラックスさせ、距離を克服しようとした作戦が見事に功を奏す。レースでは初めてスタートから先頭に立つ逃げを見せ、向正面では2番手を10馬身以上引き離す大逃げを打つ。直線でイギリスのベッドタイムら後続を一度引き付ける余裕を見せ、絶妙なタイミングでスパートしてそのままゴール。無敗のシンボリルドルフに初めて黒星（3着）を付け、創設4年目にして初の日本馬優勝を果たした。西浦はこの勝利について「見てる人もまさかと思ったでしょう。乗ってるぼく自身が『勝った!』っていう喜びじゃなくて、『勝ってしまった』という感じでしたから。不安というか、困惑というか、そんな感じでしたね」と述懐しており、この勝利によって西浦には「世界の西浦」あるいは「世界のニシウラ」という異名が冠された。
1985年にはカツラギハイデンで阪神3歳ステークスを制し、騎手も馬主も調教師も厩務員もカツラギエースファミリーということで話題となる。クラシックでも期待されたが、故障などもあって大成できなかった。
1988年にはヤエノムテキで皐月賞を制してクラシック競走を初制覇。この年の皐月賞は中山が改修工事のため東京で行われ、1枠1番から好スタートを切ってそのまま内側の4、5番手を静かに進み、直線では周囲の馬よりも仕掛けのタイミングをワンテンポ遅らせてインコースからスルスル抜け出して勝った。1989年には408戦43勝と生涯最高の数字をマークし、38歳にして円熟期を迎えていたが、40歳を過ぎてからは体力の衰えと若手の台頭で活躍の場が少なくなる。
土門健司の定年引退を控えて1992年よりフリーとなり、1993年に京都で行われたCBC賞のトシグリーンが最後の重賞制覇となった。
1996年の調教師試験合格に伴い、2月29日付で現役を引退。最後のこの年は平安ステークスでオースミレパードを2着に導き、同18日の京都第11競走淀短距離ステークス・フィールドボンバーで最後の勝利を挙げた。最終騎乗日となった同24日は阪神で3鞍に騎乗し、メインの第11競走仁川ステークスでは単勝1.8倍の1番人気に推されたオースミレパードで最後方から追い込むも2着、最後の騎乗となった第12競走4歳以上900万下・サイクロンホースで8着であった。

### 調教師時代
引退後は技術調教師として1年過ごし、1997年3月1日に定年引退した布施正の跡を引き継いで厩舎を開業。同日に中京第6競走4歳以上500万下・サンセットムーンで初勝利を挙げると、5月にはネーハイジャパンが京都大障害（春）を制し、開業2ヶ月で重賞初勝利を挙げた。

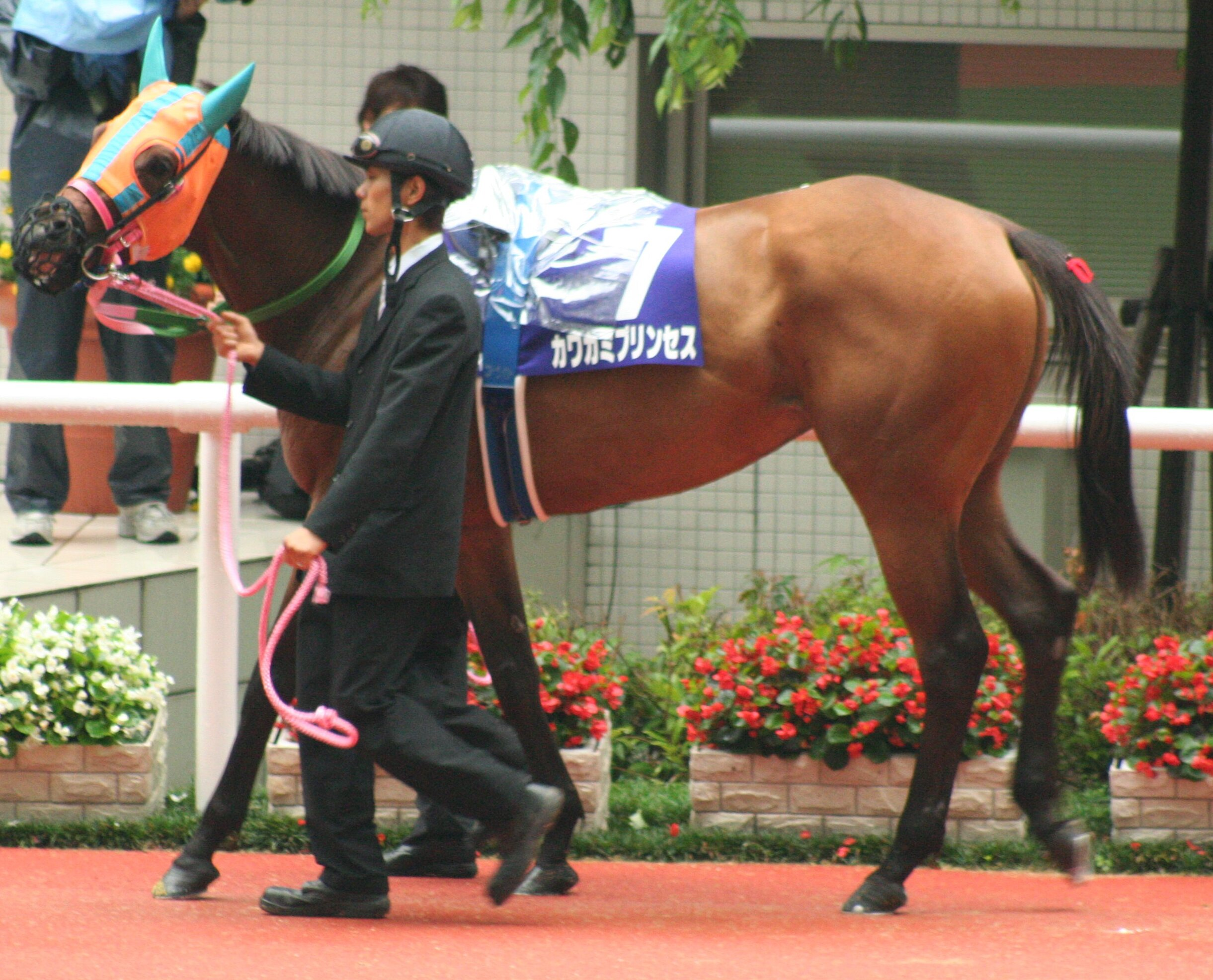
カワカミプリンセス。西浦厩舎では所属馬が出走する際に橙色と水色の縦縞で統一された柄のメンコ（覆面）を着用させている。

布施に所有馬を預託していた竹園正繼がそのまま顧客として付き、2000年にはテイエムオーシャンが阪神3歳牝馬Sに優勝してGI競走初制覇を果たす。同馬は2001年にも桜花賞・秋華賞の牝馬二冠を制してJRA賞最優秀3歳牝馬に選出されたが、同年より馬齢表記が従来の数え年から出生年齢を0歳とする形に改められたため、旧表記3歳の前年から2年連続で最優秀3歳牝馬に選ばれるという珍事ともなった。
2006年春にはカワカミプリンセスが牝馬クラシックの優駿牝馬を制し、オーシャンの二冠と合わせて西浦は調教師として史上8人目の牝馬三冠を達成。同馬は秋華賞にも勝利してオーシャンに次ぐ二冠牝馬となり、最優秀3歳牝馬として表彰された。2013年春にはホッコータルマエが地方競馬との統一重賞・かしわ記念を制し、ダートのGI級（JpnI）競走初勝利を挙げた。
2000年以降が本田優・角田晃一への騎乗依頼が多かったが、本田・角田の引退後は長谷川浩大・池添謙一等への依頼が多い。一方で武豊・藤田伸二への騎乗依頼はあまり多くなかったが、2012年の春頃から武への騎乗依頼が多くなっている。
2021年2月28日をもって、定年のため調教師を引退。

## 騎手成績
| 年     | 区分 | 1着 | 2着 | 3着 | 4着以下 | 騎乗数 | 勝率 | 連対率 |
| ------ | ---- | --- | --- | --- | ------- | ------ | ---- | ------ |
| 1969年 | 平地 | 1   | 5   | 3   | 64      | 73     | .014 | .082   |
| 1969年 | 障害 | 1   | 2   | 2   | 10      | 15     | .067 | .200   |
| 1969年 | 計   | 2   | 7   | 5   | 74      | 88     | .022 | .102   |
| 1970年 | 平地 | 3   | 5   | 7   | 67      | 82     | .037 | .098   |
| 1970年 | 障害 | 0   | 0   | 0   | 1       | 1      | .000 | .000   |
| 1970年 | 計   | 3   | 5   | 7   | 67      | 83     | .036 | .096   |
| 1971年 | 平地 | 8   | 11  | 15  | 99      | 133    | .060 | .143   |
| 1971年 | 障害 | 1   | 5   | 1   | 7       | 14     | .071 | .429   |
| 1971年 | 計   | 9   | 16  | 17  | 106     | 147    | .061 | .170   |
| 1972年 | 平地 | 16  | 11  | 12  | 72      | 111    | .144 | .243   |
| 1972年 | 障害 | 0   | 0   | 1   | 4       | 5      | .000 | .000   |
| 1972年 | 計   | 16  | 11  | 13  | 76      | 116    | .138 | .232   |
| 1973年 | 平地 | 20  | 15  | 17  | 96      | 148    | .135 | .236   |
| 1974年 | 平地 | 14  | 14  | 13  | 62      | 103    | .136 | .272   |
| 1975年 | 平地 | 19  | 25  | 13  | 73      | 130    | .146 | .338   |
| 1976年 | 平地 | 23  | 26  | 27  | 119     | 195    | .118 | .251   |
| 1977年 | 平地 | 19  | 12  | 4   | 73      | 108    | .176 | .287   |
| 1978年 | 平地 | 24  | 21  | 18  | 143     | 206    | .117 | .218   |
| 1979年 | 平地 | 19  | 18  | 20  | 108     | 165    | .115 | .224   |
| 1980年 | 平地 | 23  | 19  | 16  | 114     | 172    | .134 | .244   |
| 1981年 | 平地 | 22  | 24  | 20  | 139     | 205    | .107 | .224   |
| 1982年 | 平地 | 30  | 22  | 16  | 172     | 240    | .125 | .217   |
| 1983年 | 平地 | 30  | 23  | 29  | 153     | 235    | .128 | .226   |
| 1984年 | 平地 | 29  | 21  | 24  | 145     | 219    | .132 | .228   |
| 1985年 | 平地 | 39  | 36  | 38  | 250     | 363    | .107 | .207   |
| 1986年 | 平地 | 28  | 25  | 27  | 190     | 270    | .104 | .196   |
| 1987年 | 平地 | 24  | 22  | 16  | 216     | 278    | .086 | .165   |
| 1988年 | 平地 | 23  | 18  | 28  | 199     | 268    | .086 | .153   |
| 1989年 | 平地 | 41  | 54  | 35  | 278     | 408    | .100 | .233   |
| 1990年 | 平地 | 35  | 30  | 37  | 266     | 368    | .095 | .177   |
| 1991年 | 平地 | 26  | 33  | 22  | 202     | 283    | .092 | .208   |
| 1992年 | 平地 | 32  | 24  | 25  | 232     | 313    | .102 | .179   |
| 1993年 | 平地 | 26  | 31  | 36  | 260     | 353    | .074 | .161   |
| 1994年 | 平地 | 18  | 31  | 20  | 226     | 295    | .061 | .166   |
| 1995年 | 平地 | 37  | 21  | 32  | 215     | 305    | .121 | .190   |
| 1996年 | 平地 | 4   | 6   | 0   | 29      | 39     | .103 | .256   |
| 計     | 平地 | 633 | 603 | 570 | 4262    | 6068   | .104 | .204   |
| 計     | 障害 | 2   | 7   | 4   | 22      | 35     | .057 | .257   |
| 計     | 総計 | 635 | 610 | 574 | 4284    | 6103   | .104 | .204   |

|            | 日付          | 競馬場・開催  | 競走名               | 馬名           | 頭数 | 人気 | 着順 |
| ---------- | ------------- | ------------- | -------------------- | -------------- | ---- | ---- | ---- |
| 初騎乗     | 1969年3月1日  | 3回京都3日1R  | 4歳未勝利            | フサトロジニー | 11頭 | 6    | 11着 |
| 初勝利     | 1969年4月13日 | 1回阪神8日5R  | 5歳以上300万下       | ミシマホープ   | 8頭  | 2    | 1着  |
| 重賞初騎乗 | 1973年2月4日  | 1回中京6日8R  | 中日新聞杯           | ロングウイナ   | 12頭 | 9    | 4着  |
| 重賞初勝利 | 1973年5月5日  | 3回京都5日10R | タマツバキ記念（春） | プリムラクイン | 12頭 | 2    | 1着  |
| GI級初騎乗 | 1976年4月11日 | 2回阪神6日9R  | 桜花賞               | アイアンポーラ | 22頭 | 18   | 19着 |
| GI級初勝利 | 1980年6月1日  | 2回中京6日9R  | 宝塚記念             | テルテンリュウ | 15頭 | 1    | 1着  |

### 受賞
- フェアプレー賞3回（1989年、1990年、1992年）

## 主な騎乗馬
※括弧内は西浦騎乗時の優勝重賞競走
GI級競走・グランプリ競走・牝馬三冠競走優勝馬
- テルテンリュウ（1980年宝塚記念など重賞2勝）
- アグネステスコ（1981年エリザベス女王杯など重賞2勝）
- カツラギエース（1984年宝塚記念、ジャパンカップなど重賞6勝）
- カツラギハイデン（1985年阪神3歳ステークス）
- ヤエノムテキ（1988年皐月賞など重賞4勝）

その他重賞優勝馬
- プリムラクイン（1973年タマツバキ記念・春）
- アイアン（1973年京都4歳特別）
- ケンセイグット（1981年日経新春杯）
- スナークアロー（1983年小倉大賞典、小倉記念）
- ポットテスコレディ（1987年スワンステークス）
- ファンドリポポ（1989年シンザン記念、サンケイスポーツ賞4歳牝馬特別）
- ダイカツケンザン（1989年小倉大賞典）
- ショウリテンユウ（1991年中日新聞杯）
- トシグリーン（1993年CBC賞）

その他
- オサイチジョージ
- オースミレパード
- グレートモンテ
- トーヨーリファール
- ホクトヘリオス
- ミスタートウジン

## 調教師成績
|                  | 日付          | 競馬場・開催  | 競走名           | 馬名               | 頭数 | 人気 | 着順 |
| ---------------- | ------------- | ------------- | ---------------- | ------------------ | ---- | ---- | ---- |
| 初出走・初勝利   | 1997年3月1日  | 1回中京1日6R  | 5歳上500万下     | サンセットムーン   | 16頭 | 4    | 1着  |
| 重賞初出走       | 1997年3月8日  | 1回阪神5日9R  | 阪神障害S（春）  | ネーハイジャパン   | 10頭 | 5    | 5着  |
| 重賞初勝利       | 1997年5月10日 | 3回京都7日9R  | 京都大障害（春） | ネーハイジャパン   | 7頭  | 2    | 1着  |
| GI初出走・初勝利 | 2000年12月3日 | 5回阪神2日11R | 阪神3歳牝馬S     | テイエムオーシャン | 18頭 | 1    | 1着  |

|      |      | 1着 | 2着 | 3着 | 4着以下 | 出走回数 | 勝率 | 連対率 | 3着以内率 |
| ---- | ---- | --- | --- | --- | ------- | -------- | ---- | ------ | --------- |
| 中央 | 平地 | 448 | 428 | 442 | 4034    | 5352     | .084 | .164   | .246      |
| 中央 | 障害 | 10  | 11  | 8   | 69      | 98       | .102 | .214   | .296      |
| 地方 |      | 22  | 13  | 13  | 44      | 92       | .239 | .380   | .522      |
| 海外 |      | 0   | 0   | 0   | 6       | 6        | .000 | .000   | .000      |
| 計   |      | 480 | 452 | 463 | 4153    | 5548     | .087 | .168   | .251      |

- 2021年2月28日引退時点

## 主な管理馬
GI級競走優勝馬
- テイエムオーシャン（2000年阪神3歳牝馬ステークス、2001年チューリップ賞、桜花賞・秋華賞、2002年札幌記念）
- カワカミプリンセス（2006年優駿牝馬・秋華賞）
- ホッコータルマエ（2012年レパードステークス、2013年佐賀記念・名古屋大賞典・アンタレスステークス・かしわ記念・帝王賞・JBCクラシック・東京大賞典、2014年川崎記念・チャンピオンズカップ・東京大賞典[18]、2015年川崎記念[19]、帝王賞、2016年川崎記念）

その他重賞優勝馬
- ネーハイジャパン（1997年京都大障害 (春)）
- マイソールサウンド（2002年中日新聞杯、2003年京都記念、2004年京都金杯・マイラーズカップ、2005年阪神大賞典）
- アグネスラズベリ（2007年函館スプリントステークス）
- ケイアイレオーネ（2012年兵庫ジュニアグランプリ、2013年シリウスステークス）
- ティアップワイルド（2012年兵庫ゴールドトロフィー、2013年かきつばた記念）
- ティーハーフ（2015年函館スプリントステークス）
- クロコスミア（2017年府中牝馬ステークス）
- ブラックムーン（2018年京都金杯）
- ウーマンズハート（2019年新潟2歳ステークス）
- テリトーリアル（2021年小倉大賞典）